# Brouwerij Callebaut

Brouwerij 'De Ploeg' in Wieze, waar Octaaf Callebaut later de chocolaterie Callebaut vestigde

De Brouwerij Callebaut is een voormalige brouwerij in het Belgische dorp Wieze. De brouwerij was actief van 1850 tot 1976. Als chocoladeproducent bestaat het bedrijf nog steeds onder de naam Barry Callebaut. 

## Geschiedenis
In 1850 werd de brouwerij opgericht door Eugenius Callebaut. Vanaf 1911 werden er ook chocoladerepen  geproduceerd. 
De schoonzoon van de brouwersfamilie, Arthur Van Den Bossche (1875-1925), startte in 1897 zijn Brouwerij Van Den Bossche op het Sint-Lievensplein van Sint-Lievens-Esse. 

## Bieren
- 7-Wieze
- Bergenbier
- Bière de Luxe
- Blond Tafelbier Bière de Table
- Bock Extra
- Bruin
- Brune Type Diest
- Caldis
- Call'-Ale
- Christmas
- Cup
- Dubbel Gold Star
- Dubbele Gold Star
- Epsom Stout
- Export
- Extra Faro
- Extra Tafelbier Bière de Table
- Faro Tafelbier - Bière de Table
- Flandria
- Gold Star
- Gold Star Cat I
- Gold Star Dubbele
- Gold-Star Speciaal
- Janneke
- Kester Tafelbier
- King's Beer
- King's Christmas Beer
- Kriekenbier
- Mieken Pils
- Oude Vondel
- Royal Christmas
- Sieben
- Special
- Super-Ale 7
- Triple de Wieze
- Triple Royale
- Uit Pater's Kelder
- Wiesca Export
- Wiezeana Oud Bier
- Wiezeana Pils
- Wiezeca Export
- Wiezeca Pils